# Spolkový rejstřík
Spolkový rejstřík je veřejný rejstřík, do kterého se zapisují spolky. Je veden rejstříkovým soudem a slouží k zapisování spolků, odborových organizací, organizaci zaměstnavatelů, mezinárodních organizací zaměstnavatelů, pobočných spolků a dalších osob, o kterých tak stanoví zákon č. 304/2013 Sb. Návrh na zápis do spolkového rejstříku podávají zakladatelé nebo osoba určená ustavující schůzí. Návrh na zápis lze podat elektronickou formou nebo listinnou formou. Je třeba vyplnit inteligentní formulář, který je dostupný na webu Ministerstva spravedlnosti České republiky. 

## Údaje pro zápis do spolkového rejstříku
- Název a sídlo spolku.
- Předmět činnosti nebo podnikání nebo vymezení účelu spolku.
- Den vzniku spolku.
- Identifikační číslo osoby.
- Název nejvyššího orgánu spolku.
- Název statutárního orgánu spolku.
- Počet členů statutárního orgánu.[1]

### Další údaje pro zápis do spolkového rejstříku
Jméno a sídlo nebo adresa místa pobytu, popř. též bydliště, pokud se liší od adresy místa pobytu. Identifikační číslo nebo datum narození a rodné číslo osoby, která je členem statutárního orgánu, s uvedením způsobu, jak za spolek jedná a den vzniku a zániku její funkce a je-li členem statutárního orgánu právnická osoba, také jméno, adresa místa pobytu, popř. bydliště, liší-li se od adresy místa pobytu. Datum narození a rodné číslo osoby, která ji při výkonu funkce zastupuje. Tyto údaje musí byt vyplněné v návrhu na zápis, pokud bude některý z těchto údajů v návrhu chybět, rejstříkový soud jej vyzve k jejich doplnění.
K návrhu na zápis je nutné doložit listiny v originále či úředně ověřené kopie, kterými navrhovatel prokáže zapisované skutečnosti. Kromě spolků se do spolkového rejstříku zapisují:
- odborové organizace
- mezinárodní odborové organizace
- organizace zaměstnavatelů
- mezinárodní organizace zaměstnavatelů
- pobočné spolky a pobočné organizace
- zahraniční spolky vyvíjející svou činnost na území České republiky, a pobočné spolky nebo jiné obdobné organizační jednotky zahraničních spolků, vyvíjejících činnost na území České republiky.[3]

Návrh na zápis, změnu a vymazání může podat spolek, pobočný spolek a zahraniční spolek.